# 영운초등학교
영운초등학교는 대한민국 경상남도 김해시 삼방동에 있는 공립 초등학교이다.

## 역사
- 1997년 9월 1일: 영운초등학교 개교(37학급편성)
- 1998년 7월 15일: 교육부 교육개혁 시설부문 평가
- 2000년 3월 1일: 도지정 교육방송시범학교
- 2002년 3월 1일: 교육부지정 ICT활용교육연구학교
- 2005년 3월 1일: 도지정 운동종목(수영)시범학교
- 2008년 9월 23일: 학교평가우수학교 선정
- 2009년 5월 23일: 희망키움학교 육성사업 선정
- 2009년 11월 19일: 도지정 운동종목 시범학교(수영) 공개보고
- 2012년 2월 18일: 제 14회 졸업식(총 3871명)
- 2012년 3월 1일: 33(1)학급 편성